# Jüdischer Friedhof (Baden-Baden)

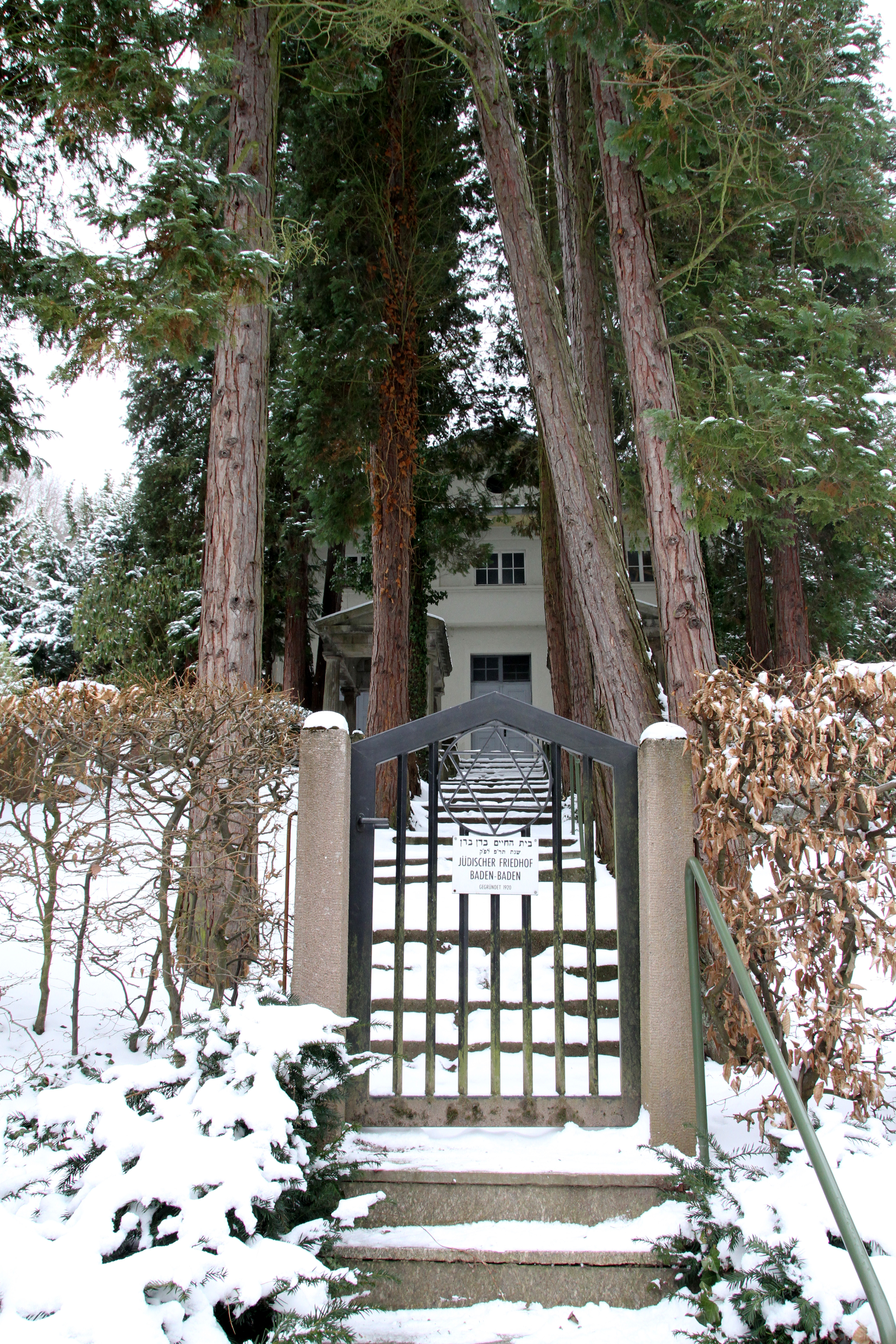
Eingang zum Friedhof

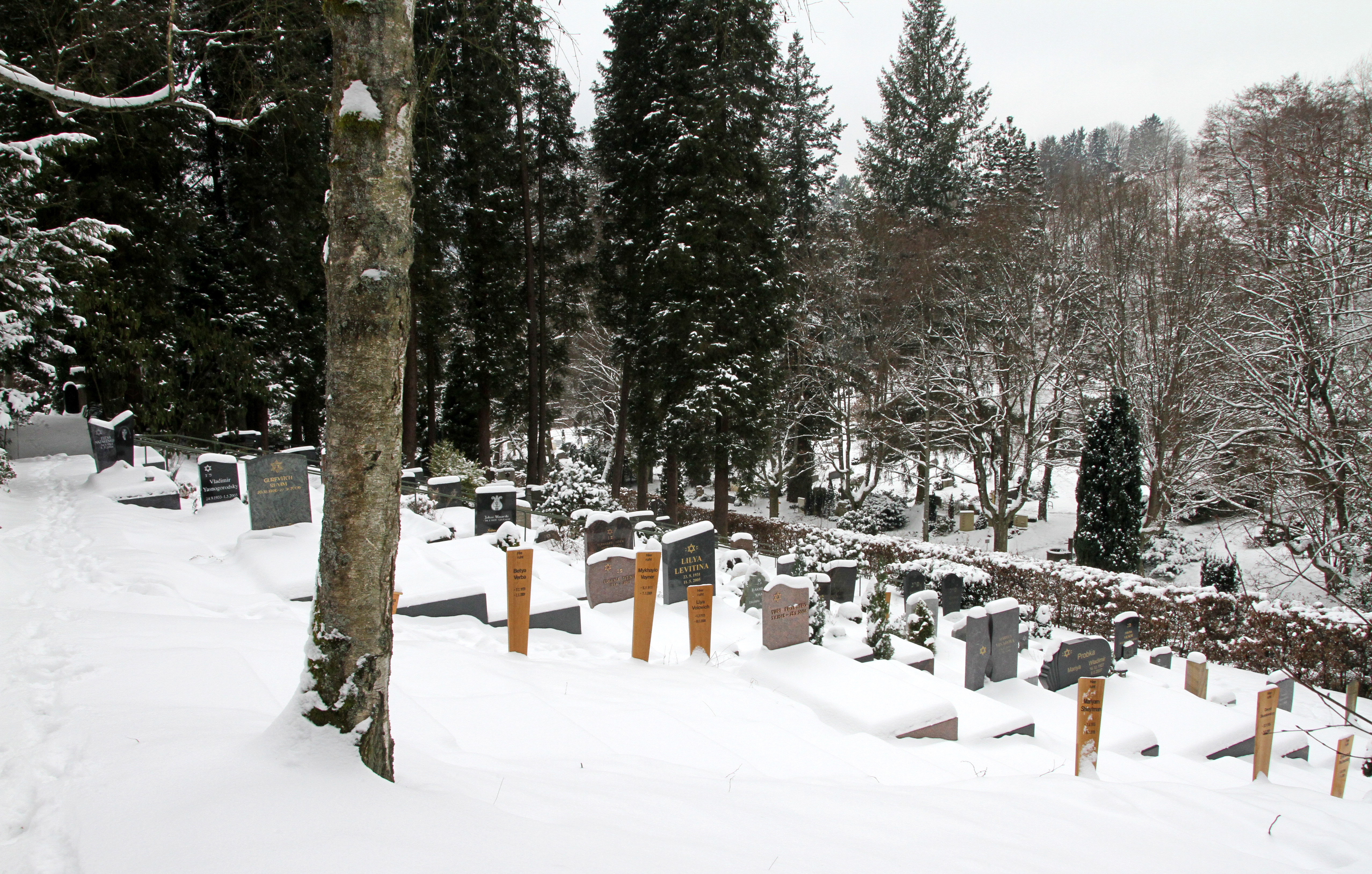
Ansicht des Friedhofs

Der Jüdische Friedhof Baden-Baden ist ein jüdischer Friedhof in Baden-Baden, einer Stadt im Westen Baden-Württembergs. Der Friedhof befindet sich in der Eckbergstraße und ist Teil des städtischen Friedhofs Lichtental.

## Geschichte
Die Toten der jüdischen Gemeinde Baden-Baden und die verstorbenen jüdischen Kurgäste wurden zunächst auf dem jüdischen Friedhof in Kuppenheim beigesetzt.
Von 1918 bis 1921 wurde ein jüdischer Friedhof im Stadtteil Lichtental angelegt, der sich an den städtischen Friedhof anschließt. Der 23,81 Ar große Friedhof wird bis heute genutzt.
Auf dem Friedhof befindet sich eine Friedhofshalle (Taharahaus) und über 150 Grabsteine (Mazewot). 1976 wurde ein Gedenkstein eingeweiht, der an die zerstörte Synagoge erinnert.